# UCI World Tour 2018
De UCI World Tour 2018 was de achtste editie van deze internationale wielercompetitie op de wielerkalender die door de UCI werd georganiseerd.
Aan de wedstrijden namen achttien wielerploegen deel, die verzekerd waren van deelname aan alle wedstrijden. Deelname van andere ploegen werd geregeld door het systeem van wildcards.

## Ploegen
Er waren achttien ingeschreven ploegen. Alle ploegen kregen een licentie:
| Ploeg                                    | Land                         | Renners | Fietsmerk   | UCI-Code | Sinds |
| ---------------------------------------- | ---------------------------- | ------- | ----------- | -------- | ----- |
| AG2R La Mondiale                         | Frankrijk                    | 28      | Factor      | ALM      | 2000  |
| Astana Pro Team                          | Kazachstan                   | 30      | Argon 18    | AST      | 2005  |
| Bahrain-Merida                           | Bahrein                      | 28      | Merida      | TBM      | 2017  |
| BMC Racing Team                          | Verenigde Staten             | 24      | BMC         | BMC      | 2007  |
| BORA-hansgrohe                           | Duitsland                    | 27      | Specialized | BOH      | 2010  |
| EF Education First-Drapac p/b Cannondale | Verenigde Staten             | 22      | Cannondale  | EFD      | 2005  |
| Groupama-FDJ                             | Frankrijk                    | 28      | Lapierre    | GFC      | 1997  |
| Lotto Soudal                             | België                       | 25      | Ridley      | LTS      | 1985  |
| Movistar Team                            | Spanje                       | 25      | Canyon      | MOV      | 2004  |
| Mitchelton-Scott                         | Australië                    | 25      | Scott       | MTS      | 2012  |
| Quick-Step Floors                        | België                       | 27      | Specialized | QST      | 2003  |
| Team Dimension Data                      | Zuid-Afrika                  | 27      | Cervélo     | DDD      | 2007  |
| Team Katjoesja Alpecin                   | Zwitserland                  | 26      | Canyon      | TKA      | 2004  |
| Team LottoNL-Jumbo                       | Nederland                    | 27      | Bianchi     | TLJ      | 1996  |
| Team Sky                                 | Verenigd Koninkrijk          | 30      | Pinarello   | SKY      | 2010  |
| Team Sunweb                              | Duitsland                    | 23      | Giant       | SUN      | 1998  |
| Trek-Segafredo                           | Verenigde Staten             | 28      | Trek        | TFS      | 2010  |
| UAE Team Emirates                        | Verenigde Arabische Emiraten | 26      | Colnago     | UAD      | 1992  |

## Wedstrijden
De Ronde van Turkije zou gepland staan in april, maar is uitgesteld naar oktober.

### Kalender
| Datum                    | Koers                             | Winnaar            | Winnaar                       | Klassementsleider tussenstand UCI-ranking | Ploegenklassement UCI-ranking |
| ------------------------ | --------------------------------- | ------------------ | ----------------------------- | ----------------------------------------- | ----------------------------- |
| 16–21 januari            | Tour Down Under                   | Daryl Impey        | Mitchelton-Scott              | Daryl Impey                               | Mitchelton-Scott              |
| 28 januari               | Cadel Evans Great Ocean Road Race | Jay McCarthy       | BORA-hansgrohe                | Daryl Impey                               | Mitchelton-Scott              |
| 24 februari              | Omloop Het Nieuwsblad             | Michael Valgren    | Astana Pro Team               | Daryl Impey                               | Mitchelton-Scott              |
| 21–25 februari           | Ronde van Abu Dhabi               | Alejandro Valverde | Movistar Team                 | Daryl Impey                               | Quick-Step Floors             |
| 3 maart                  | Strade Bianche                    | Tiesj Benoot       | Lotto Soudal                  | Daryl Impey                               | Quick-Step Floors             |
| 4–11 maart               | Parijs-Nice                       | Marc Soler         | Movistar Team                 | Daryl Impey                               | Mitchelton-Scott              |
| 7–13 maart               | Tirreno-Adriatico                 | Michał Kwiatkowski | Team Sky                      | Daryl Impey                               | Mitchelton-Scott              |
| 17 maart                 | Milaan-San Remo                   | Vincenzo Nibali    | Bahrain-Merida                | Daryl Impey                               | Mitchelton-Scott              |
| 23 maart                 | E3 Harelbeke                      | Niki Terpstra      | Quick-Step Floors             | Daryl Impey                               | Mitchelton-Scott              |
| 19–25 maart              | Ronde van Catalonië               | Alejandro Valverde | Movistar Team                 | Alejandro Valverde                        | Mitchelton-Scott              |
| 25 maart                 | Gent-Wevelgem                     | Peter Sagan        | BORA-hansgrohe                | Alejandro Valverde                        | Quick-Step Floors             |
| 28 maart                 | Dwars door Vlaanderen             | Yves Lampaert      | Quick-Step Floors             | Alejandro Valverde                        | Quick-Step Floors             |
| 1 april                  | Ronde van Vlaanderen              | Niki Terpstra      | Quick-Step Floors             | Peter Sagan                               | Quick-Step Floors             |
| 2–7 april                | Ronde van het Baskenland          | Primož Roglič      | Team LottoNL-Jumbo            | Peter Sagan                               | Quick-Step Floors             |
| 8 april                  | Parijs-Roubaix                    | Peter Sagan        | BORA-hansgrohe                | Peter Sagan                               | Quick-Step Floors             |
| 15 april                 | Amstel Gold Race                  | Michael Valgren    | Astana Pro Team               | Peter Sagan                               | Quick-Step Floors             |
| 18 april                 | Waalse Pijl                       | Julian Alaphilippe | Quick-Step Floors             | Peter Sagan                               | Quick-Step Floors             |
| 22 april                 | Luik-Bastenaken-Luik              | Bob Jungels        | Quick-Step Floors             | Peter Sagan                               | Quick-Step Floors             |
| 24–29 april              | Ronde van Romandië                | Primož Roglič      | Team LottoNL-Jumbo            | Peter Sagan                               | Quick-Step Floors             |
| 1 mei                    | Eschborn-Frankfurt                | Alexander Kristoff | UAE Team Emirates             | Peter Sagan                               | Quick-Step Floors             |
| 13–19 mei                | Ronde van Californië              | Egan Bernal        | Team Sky                      | Peter Sagan                               | Quick-Step Floors             |
| 4–27 mei                 | Ronde van Italië                  | Chris Froome       | Team Sky                      | Peter Sagan                               | Quick-Step Floors             |
| 3–10 juni                | Critérium du Dauphiné             | Geraint Thomas     | Team Sky                      | Peter Sagan                               | Quick-Step Floors             |
| 9–17 juni                | Ronde van Zwitserland             | Richie Porte       | BMC Racing Team               | Peter Sagan                               | Quick-Step Floors             |
| 7–29 juli                | Ronde van Frankrijk               | Geraint Thomas     | Team Sky                      | Peter Sagan                               | Quick-Step Floors             |
| 29 juli                  | RideLondon Classic                | Pascal Ackermann   | BORA-hansgrohe                | Peter Sagan                               | Quick-Step Floors             |
| 4 augustus               | Clásica San Sebastián             | Julian Alaphilippe | Quick-Step Floors             | Peter Sagan                               | Quick-Step Floors             |
| 4-10 augustus            | Ronde van Polen                   | Michał Kwiatkowski | Team Sky                      | Peter Sagan                               | Quick-Step Floors             |
| 13-19 augustus           | / BinckBank Tour                  | Matej Mohorič      | Bahrain-Merida                | Peter Sagan                               | Quick-Step Floors             |
| 19 augustus              | EuroEyes Cyclassics               | Elia Viviani       | Quick-Step Floors             | Peter Sagan                               | Quick-Step Floors             |
| 26 augustus              | Bretagne Classic                  | Oliver Naesen      | AG2R La Mondiale              | Peter Sagan                               | Quick-Step Floors             |
| 7 september              | Grote Prijs van Quebec            | Michael Matthews   | Team Sunweb                   | Peter Sagan                               | Quick-Step Floors             |
| 9 september              | Grote Prijs van Montreal          | Michael Matthews   | Team Sunweb                   | Peter Sagan                               | Quick-Step Floors             |
| 25 augustus–16 september | Ronde van Spanje                  | Simon Yates        | Mitchelton-Scott              | Simon Yates                               | Quick-Step Floors             |
| 13 oktober               | Ronde van Lombardije              | Thibaut Pinot      | Groupama-FDJ                  | Simon Yates                               | Quick-Step Floors             |
| 9-14 oktober             | Ronde van Turkije                 | Eduard Prades      | Euskadi Basque Country-Murias | Simon Yates                               | Quick-Step Floors             |
| 16–21 oktober            | Ronde van Guangxi                 | Gianni Moscon      | Team Sky                      | Simon Yates                               | Quick-Step Floors             |

## Aanwezige ploegen en wildcards
Naast de achttien ploegen die aan elke wedstrijd mochten deelnemen kon elke organisator een aantal wildcards verdelen onder professionele continentale teams, bijvoorbeeld vanwege goede resultaten of omdat ze uit het betreffende land kwamen.

## Eindklassement

### Individueel
| #  | Naam               | Ploeg             | Punten  |
| -- | ------------------ | ----------------- | ------- |
| 1  | Simon Yates        | Mitchelton-Scott  | 3072    |
| 2  | Peter Sagan        | BORA-hansgrohe    | 2992    |
| 3  | Alejandro Valverde | Movistar Team     | 2609    |
| 4  | Geraint Thomas     | Team Sky          | 2534,25 |
| 5  | Greg Van Avermaet  | BMC Racing Team   | 2422,14 |
| 6  | Elia Viviani       | Quick-Step Floors | 2399    |
| 7  | Michael Matthews   | Team Sunweb       | 2393,19 |
| 8  | Julian Alaphilippe | Quick-Step Floors | 2161,12 |
| 9  | Chris Froome       | Team Sky          | 1976,68 |
| 10 | Tom Dumoulin       | Team Sunweb       | 1975,62 |

### Ploegen
Het totaal per ploeg is de som van de individuele resultaten van de renners van die ploeg.
| #  | Ploeg              | Nationaliteit       | Punten   |
| -- | ------------------ | ------------------- | -------- |
| 1  | Quick-Step Floors  | België              | 13425,97 |
| 2  | Team Sky           | Verenigd Koninkrijk | 10213    |
| 3  | BORA-hansgrohe     | Duitsland           | 9201     |
| 4  | BMC Racing Team    | Verenigde Staten    | 8779,97  |
| 5  | Mitchelton-Scott   | Australië           | 8660,03  |
| 6  | Astana Pro Team    | Kazachstan          | 7869     |
| 7  | Bahrain-Merida     | Bahrein             | 7409     |
| 8  | Movistar Team      | Spanje              | 7351     |
| 9  | Team Sunweb        | Duitsland           | 7266,95  |
| 10 | Team LottoNL-Jumbo | Nederland           | 7059     |

2011 · 2012 · 2013 · 2014 · 2015 · 2016 · 2017 · 2018 · 2019 · 2020 · 2021 · 2022 · 2023 · 2024 · 2025
Tour Down Under · Great Ocean Road Race · Ronde van de Verenigde Arabische Emiraten · Omloop Het Nieuwsblad · Strade Bianche · Parijs-Nice · Tirreno-Adriatico · Milaan-San Remo · Ronde van Catalonië · Classic Brugge-De Panne · E3 Harelbeke · Gent-Wevelgem · Dwars door Vlaanderen · Ronde van Vlaanderen · Ronde van het Baskenland · Parijs-Roubaix · Amstel Gold Race · Waalse Pijl · Luik-Bastenaken-Luik · Ronde van Romandië · Eschborn-Frankfurt · Ronde van Italië · Ronde van Auvergne-Rhône-Alpes · Ronde van Zwitserland · Copenhagen Sprint · Ronde van Frankrijk · Clásica San Sebastián · Ronde van Polen · Cyclassics Hamburg · Renewi Tour · Ronde van Spanje · Bretagne Classic · GP van Québec · GP van Montréal · Ronde van Lombardije · Ronde van Guangxi
 Tour Down Under ·
 Great Ocean Road Race ·
 Ronde van Abu Dhabi ·
 Omloop Het Nieuwsblad ·
 Strade Bianche ·
 Parijs-Nice · 
 Tirreno-Adriatico · 
 Milaan-San Remo ·
 Ronde van Catalonië ·
 Gent-Wevelgem ·
 Dwars door Vlaanderen ·
 E3 Harelbeke ·
 Ronde van Vlaanderen ·
 Ronde van het Baskenland ·
 Parijs-Roubaix ·
 Amstel Gold Race ·
 Waalse Pijl ·
 Luik-Bastenaken-Luik ·
 Ronde van Romandië ·
 Eschborn-Frankfurt ·
 Ronde van Italië ·
 Ronde van Californië ·
 Critérium du Dauphiné ·
 Ronde van Zwitserland ·
 Ronde van Frankrijk ·
 RideLondon Classic ·
 Clásica San Sebastián ·
 Ronde van Polen ·
  BinckBank Tour ·
 Ronde van Spanje ·
 EuroEyes Cyclassics ·
 Bretagne Classic ·
 GP van Quebec ·
 GP van Montreal ·
 Ronde van Lombardije ·
 Ronde van Turkije ·
 Ronde van Guangxi